# Невераускас, Довидас
Довидас Невераускас (лит. Dovydas Neverauskas; 14 января 1993, Вильнюс) — литовский бейсболист, питчер команды бейсбольной Бундеслиги «Бонн Кэпиталз». Также известен по выступлениям в США за клуб «Питтсбург Пайрэтс» и Японии за команду «Хиросима Тоё Карп».

## Карьера
Довидас Невераускас родился 14 января 1993 года в Вильнюсе. Бейсболом он начал заниматься в возрасте шести лет, играл на различных турнирах в Европе, в частности, в Чехии и Нидерландах. В 2008 году он был замечен скаутом «Питтсбурга» Томом Рэндольфом в летнем лагере, организованном Главной лигой бейсбола в Европе для просмотра перспективных игроков. В июле 2009 года в возрасте шестнадцати лет Невераускас подписал первый профессиональный контракт с «Пайрэтс». До него в Главной лиге бейсбола выступало всего два игрока литовского происхождения — Джо Запустас и Эдди Вайткус.
С 2010 по 2017 год Невераускас выступал за дочерние команды «Пайрэтс» в низших лигах. В 2016 году он начал сезон в лиге AA в составе команды «Алтуна Керв», а в июне был переведён в команду AAA-лиги «Индианаполис Индианс». В том же сезоне он выступил в Матче всех будущих звёзд в составе сборной мира. В ноябре 2016 года его включили в расширенный состав «Пайрэтс».
В апреле 2017 года Невераускас дебютировал в Главной лиге бейсбола в игре против «Чикаго Кабс». Шестого августа он одержал первую для себя победу в матче с «Сан-Диего Падрес». Всего в играх регулярного чемпионата Невераускас провёл на поле 25 1/3 иннинга. Главной проблемой питчера стало значительное число пропускаемых хоум-ранов (1,42 в среднем на девять иннингов), несмотря на хороший контроль подачи. По данным сайта Baseball Prospectus. подачи Невераускаса были одними из самых трудно отбиваемых, но в 35,4 % случаев он позволял отбивающему найти контакт с мячом.
Несмотря на многообещающее начало карьеры, второй сезон на уровне Главной лиги бейсбола Невераускас провёл неудачно. Его несколько раз переводили в фарм-клуб ААА-лиги, а пропускаемость в 27 проведённых на поле иннингах составила 8,00. Большую часть сезона 2019 года он также провёл в командах младших лиг. В 2020 году Невераускас сыграл за «Пайрэтс» в семнадцати матчах, потерпев три поражения при показателе ERA 7,11. В ноябре клуб объявил о выставлении питчера на драфт отказов. Всего за четыре сезона в составе «Питтсбурга» он сыграл в 76 матчах.
В ноябре 2020 года он заключил однолетний контракт с клубом японской лиги «Хиросима Тоё Карп». Сумма соглашения составила 875 тысяч долларов. Он стал первым литовцем в японском профессиональном бейсболе. Из-за проблем со здоровьем Невераускас сыграл за «Хиросиму» всего один матч. После окончания сезона он покинул Японию. В марте 2022 года он заключил контракт с немецким клубом «Бонн Кэпиталз», одним из фаворитов Северного дивизиона Бундеслиги.